# Operacja donbaska (1919–1920)
Operacja donbaska – działania bojowe jednostek Frontu Południowego Armii Czerwonej (13 Armii, 8 Armii oraz 1 Armii Konnej) przeciwko Siłom Zbrojnym Południa Rosji, prowadzone od 16 grudnia 1919 r. do 6 stycznia 1920 r. w celu odzyskania kontroli nad Donieckim Zagłębiem Węglowym, rozdzielenia sił białych i przygotowania tym samym kolejnych operacji w kierunku Rostowa nad Donem, Krymu oraz Odessy.

## Przebieg walk
Donbas pozostawał w rękach białych od zakończenia kilkumiesięcznej bitwy o region, toczonej między marcem a czerwcem 1919 r. i zakończonej serią zwycięstw oddziałów Sił Zbrojnych Południa Rosji pod dowództwem Władimira Maj-Majewskiego i Andrieja Szkury. Czerwoni usiłowali odzyskać Donbas już w sierpniu 1919 r., jednak ofensywa, w której brały udział 8 i 13 Armia, zdołała dotrzeć jedynie do Kupiańska. Celem operacji donbaskiej było odzyskanie tego obszaru, zniszczenie oddziałów białych i niedopuszczenie do tego, by wycofały się na obszar dawnego Obwodu Wojska Dońskiego. 
Po zwycięstwie kawalerii Budionnego pod Woroneżem i Kastornoje w październiku i listopadzie 1919 r., a następnie odbiciu przez czerwonych Charkowa 11 grudnia tego samego roku Armia Czerwona posuwała się w szybkim tempie na południe. Do upadku Charkowa biali wycofywali się w zorganizowany i uporządkowany sposób, jednak po utracie tego ośrodka ich odwrót zamienił się w bezładną ucieczkę, tym bardziej, że razem z żołnierzami przemieszczali się ranni i chorzy na tyfus. 16 grudnia 1919 r. Armia Czerwona osiągnęła linię Kupiańsk-Swatowe-Biełołucka. 
Aby nie dopuścić do przekroczenia przez czerwonych Dońca, biali zdołali skoncentrować w regionie zgrupowanie złożone z 4 korpusu dońskiego pod dowództwem gen. Pawłowa, 2 korpusu kubańskiego gen. Ułagaja, 3 korpusu kubańskiego gen. Szkury oraz 3 dywizji kawalerii gen. Czesnokowa. Główne uderzenie w ramach operacji donbaskiej miała przeprowadzić 1 Armia Konna, uderzając w kierunku stacji kolejowych Popasna i Iłowajska oraz Debalcewa. Równocześnie części sił czerwonych powierzono zadanie uderzenia na Taganrog, by nie pozwolić białym na wycofanie się na wschód i przeciąć kontrolowany przez nich obszar na pół. 13 Armia pod dowództwem Anatolija Gekkera miała wykonać wspierające uderzenie w kierunku Słowiańska i Juzowki, zaś 8 Armii pod dowództwem Grigorija Sokolnikowa powierzono zadanie zdobycia Ługańska.
Ofensywa Armii Czerwonej rozpoczęła się 18 grudnia 1919 r. 1 Armia Konna sforsowała Doniec 23 grudnia, w podobnym czasie przez rzekę przeszły oddziały 13 Armii. Zgrupowanie białych skoncentrowało się w okolicach Bachmutu i Popasnej w celu odrzucenia przeciwnika za rzekę i przejścia do obrony. Cel ten nie został zrealizowany. 25 grudnia 1 Armia Konna ponownie przeszła do ofensywy. Całkowicie rozbite zostały siły Ułagaja, który informował następnie gen. Denikina, że biali nie posiadali już kawalerii. Dwa dni później Armia Czerwona zdobyła Ługańsk, dzień później biali musieli opuścić Bachmut, 29 grudnia - Debalcewo. 30 grudnia czerwoni opanowali również Gorłówkę, przełamując ostatnią próbę obrony białych.  
Ostatnie punkty obrony białych w Donbasie - stacja Iłowajska, Amwrosijewka, Diakowe i Roweńki - zostały zdobyte już 1 stycznia 1920 r. Ponosząc znaczne straty, biali wycofali się w kierunku Krymu i Rostowa nad Donem. Morale w ich szeregach było po ostatnich klęskach i konfliktach między białymi dowódcami wyjątkowo niskie. Kontynuując marsz na południe, Armia Czerwona 6 stycznia 1920 r. zajęła Mariupol i Taganrog, docierając tym samym do Morza Czarnego, tym samym odcinając siły białych na Krymie i w regionie odeskim od pozostałych wojsk Denikina na obszarze dońskim i na Północnym Kaukazie. Dzięki temu sukcesowi możliwe było przeprowadzenie w kolejnych dniach operacji rostowsko-nowoczerkaskiej i zdobycie 7 lub 9 stycznia 1920 r. Rostowa nad Donem.